# Laboratoris Bell
Els Laboratoris Bell (en anglès: Bell Labs) són diferents centres d'investigació científica i tecnològica ubicats en més de deu països i que pertanyen a l'empresa estatunidenca Lucent Technologies. Els orígens es remunten als Laboratoris Telefònics Bell, els quals foren fundats l'any 1925 a l'estat de Nova Jersey per l'empresa AT&T. El creador dels Laboratoris Bell és Alexander Graham Bell, amb la col·laboració dels seus inversos, entre ells Gardiner G. Hubbard i Thomas Sanders.
Durant molts anys els laboratoris van tenir un dels pressupostos més elevats en el món de la investigació tecnològica arran del monopoli exercit per AT&T en la indústria telefònica estatunidenca.
El 1984, arran de la reestructuració d'AT&T, una part dels laboratoris es va convertir en l'empresa Bellcore. La resta va passar a formar part de Lucent Technologies el 1996.
Quan avui en dia es pensa en les empreses tecnològiques que han transformat la manera de viure, treballar, entretenir-se o pensar, no només s'ha de pensar en Apple, Google, Facebook o Microsoft sinó que cal recordar els avenços i els invents sobre els quals han partit aquestes empreses, com Xerox i els Laboratoris Bell.

## Cronologia
Alguns fets importants sobre aquests laboratoris.
1869
Elisha Gray i Enos N. Barton creen una petita signatura\marca de fabricació dita Gray and Barton en Cleveland. Tres anys més tard, la marca, llavors situada a Chicago, canvia el seu nom a Western Electric Manufacturing Company.
1881
American Bell es fa amb uns interessos de la Western Electric i la converteix en l'única desenvolupadora d'equipament per a les empreses de telefonia Bell.
1925
Bell Telephone Laboratories es crea a partir la consolidació dels Western Electric Research Laboratories, una part del departament d'enginyeria d'AT&T creada en 1907.
1927
Primera transmissió de televisió a llarga distància, des de Washington fins a Nova York.
1937
Clinton J. Davisson, de Bell Labs, guanya el premi Nobel per la seua confirmació experimental de la naturalesa ondada dels electrons.
1946
Després de tenir un rol crític a l'hora d'aprovisionar equipament de comunicacions a l'armada Americana en la II Guerra Mundial, la Western Electric dedica els seus esforços a satisfer la demanda de telèfons, produint la xifra rècord de 4 milions d'unitats.
1947
A mitjans els 40, Bell Labs crea el concepte de “cel·lular”, desenvolupant el primer servei de telefonia mòbil.
Bell Labs inventa el transistor. Tres científics més de Bell Labs reben el premi Nobel.
1948
Claude Shannon quantifica la informació (Teoria de la Informació) i dona als enginyers un màxim teòric basat en les matemàtiques de la capacitat de transport d'informació per a qualsevol sistema de comunicació.
1954
Bell Labs inventa la bateria solar. Converteix l'energia solar directament en electricitat.
1956
El primer cable de telèfon transatlàntic es posa en servei. És capaç d'oferir fins a 36 trucades simultànies.
1957
S'inventa el làser en els laboratoris Bell.
1962
Bell Labs construeix i llança amb èxit el Telstar I, el primer satèl·lit de comunicacions en òrbita.
1969
Ken Thompson i Dennis Ritchie desenvolupen el sistema operatiu UNIX. Aquest i el llenguatge de programació C són desenvolupats entre 1969 i 1978.
1980
Bell Labs introdueix el xip de processament de senyal digital.
1998
Horst Stormer i altres dos investigadors de Bell Labs reben el premi Nobel de física pel seu descobriment de l'efecte Hall.

## Els 10 invents que han transformat el món

### Xarxes de dades[2]
Des dels seus inicis, aquest laboratori ha explorat noves maneres d'utilitzar les xarxes per arribar a transmetre molt més que veu. A finals dels anys 40, els investigadors van demostrar una primera operació remota de llarga distància d'un computador mitjançant la connexió d'un teletip a New Hampshire amb un computador a Nova York.
Més tard, als anys 80 i 90, Bell Labs va treballar en la incrementació de les velocitats en els modems analògics (aquells utilitzats amb la línia telefònica) i va ser pioner en la tecnologia DSL, que avui és la gran alternativa davant del cable per accedir a Internet.
Actualment, quan es parla de xarxa de dades es fa referència a la infraestructura el disseny de la qual possibilita la transmissió d'informació a través de l'intercanvi de dades. Cadascuna d'aquestes xarxes ha estat dissenyada específicament per tal de satisfer els seus objectius, amb una arquitectura determinada per facilitar l'intercanvi dels continguts corresponents.

### Transistor
El transistor és un component electrònic desenvolupat el 1947 que s'utilitza per amplificar senyals elèctrics; és a dir, s'utilitza per obtenir corrents de sortida de major intensitat que els corrents d'entrada. En el moment que es va crear va néixer com a substitució del voluminos i ineficient tub de buit i en poc temps va donar inici a la revolució de la ràdio portàtil (és per aquest motiu que als anys 80 a la ràdio portàtil encara se l'anomenada transistor).
Existeixen dos tipus de transistors: bipolars o d'efecte camp. Per exemple, es coneix el transistor bipolar d'unió, constituït per una espècie d'emparedat de tres capes de material semiconductor, en què els elements dels extrems (emissor i col·lector) estan units a la capa central (base). Cadascuna de les tres capes es connecta amb l'exterior mitjançant un elèctrode. Quan està connectat correctament, el transistor no deixa passar el corrent entre l'emisor i el col·lector, però permet que passi entre la base i l'emisor o entre la base i el col·lector.

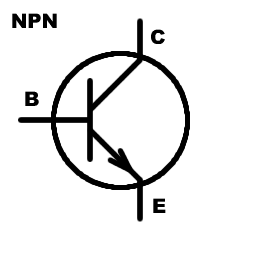
Figura 1. Símbol del transistor NPN.

#### Transistors NPN i PNP
En cada transistor és important conèixer on estan situats els elèctrodes per poder connectar-los correctament. A fi que aquest aparell funcioni bé, la unió entre base i emisor ha s'estar polaritzada directament i la unió entre base i col·lector ha s'estar polaritzada a la inversa.
Simplement, hi ha dos tipus de transistors bipolars que es connecten de diferent manera:
- Transistors NPN. Com el seu nom indica, estan formats per la unió de dos semiconductors N en els extrems amb un semiconductor P en el centre. Es connecten unint el pol positiu al col·lector i a la base (Figura 1).
- Transistors PNP. Estan formats per la unió de dos semiconductors P i un semiconductor N. Es connecten unint el pol negatiu al col·lector i a la base (Figura 2).

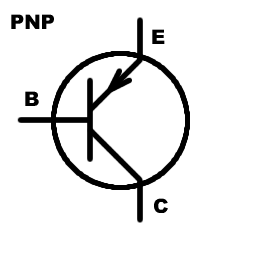
Figura 2. Símbol del transistor PNP.

#### Aplicacions
En un transistor es compleix que:
- La intensitat de corrent que surt de l'emissor és igual a la suma de les intensitats de corrent que arriben al col·lector i a la base: Ie = Ic + Ib.
- Petites variacions de la intensitat de base poden provar grans variacions en la intensitat del col·lector.
- Es poden controlar grans potències en el circuit del col·lector, consumint una petita potència en el circuit de la base.

Aquestes característiques determinen les dues aplicacions bàsiques dels transistors: com amplificador i com interruptor.

### Tecnologia de telefonia cel·lular
El 1970, els laboratoris tractats van donar el primer pas per fer realitat un somni i van instal·lar la primera xarxa cel·lular comercial a Chicago. Des de llavors, aquest ha estat un camp cada vegada més important per l'organització, amb avanços notables com la tecnologia digital de telefonia cel·lular.
Quan es parla de xarxa cel·lular es fa referència a una xarxa creada a partir de diverses cel·les, cadascuna d'elles amb un transmissor propi, conegudes com a estació base. Aquestes cel·les acostumen a ser utilitzades amb la finalitat de cobrir diverses àrees per proveir cobertura de ràdio sobre una àrea més gran que la d'una cel·la.
El terme "telefonia cel·lular" avui en dia és més conegut com a "telefonia mòbil".

### Cel·les solars
Tot i que anteriorment hi havia hagut teories i activitats per aprofitar l'energia del sol, va ser el 1954 quan els Laboratoris Bell van construir el primer dispositiu que s'alimentava de l'energia solar per tal de produir electricitat. Sis dècades després, les cel·les solars han evolucionat, però encara no han aconseguit substituir les fonts més contaminants, com el carbó o el petroli. No obstant això, són una de les esperances actuals per protegir el planeta i una de les alternatives de les tecnologies verdes.
Una cel·la solar és un dispositiu electrònic encarregat de captar la llum solar i convertir-la directament en electricitat. Acostumen a estar juntes per formar unitats més grans conegudes com a mòduls solars, acoblades a unitats encara més grans, els panells solars. Les cel·les d'un panell generen energia al capturar la llum solar. Les cel·les solars estan fetes de silici, de manera que quan el sol brilla sobre eles, l'energia que transporta extreu electrons de silici. Aquests poden ser obligats a fluir al voltant d'un circuit i alimentar els nostres aparells electrònics.

### Làser
Light Amplification by Stimulated Emission of Radiation són les sigles d'un mot que ha tingut un fort impacte en la medicina, la ciència, la indústria, la productivitat i l'entreteniment de milions de persones. En aquest cas, les bases teòriques no van sortir en els laboratoris sinó d'Albert Einstein el 1917; va ser el 1958 quan els investigadors Charles Hard Townes i Arthur Leonard Schawlow (dels Laboratoris Bell) va treballar primerament en el làser infraroig i més tard en el làser visible. Els seus avanços van donar pas a una verdadera revolució tecnològica.

### Transmissió digital i commutació
Els Laboratoris Bell van desenvolupar el 1962 la primera transmissió digital multiplexada de senyals de veu. Aquesta innovació no només va crear un disseny de xarxa més econòmic, robust i flexible pel tràfic de veu, sinó que també va marcar les bases pels serveis actuals de xarxes avançades.
Quan avui en dia es parla de transmissió digital es fa referència a l'enviament d'informació a través de mitjans de comunicació físics en forma de senyals digitals. Per tant, els senyals analògics han de ser digitalitzats abans de ser transmesos. No obstant això, com la informació digital no pot ser enviada en forma de 0 i 1, ha de ser codificada en la forma d'un senyal amb dos estats, com podrien ser dos nivells d'un voltatge respecte la connexió a terra, la diferència de voltatge entre dos cables, la presència o ausència de corrent en un cable, la presència o absència de la llum, etc. Aquesta transformació d'informació binària en un senyal amb dos estats es realitza a través d'un descodificador de banda base (DCE).

### Satèl·lits de comunicacions
Els laboratoris també són pioners en aquests satèl·lits, amb la construcció i el llançament el 1962 de Telstar I, el primer satèl·lit de comunicacions en òrbita, que va facilitar les trucades telefòniques entre diversos llocs del món i va crear les bases de la revolució satel·litària que avui es viu.
Un satèl·lit de comunicació (també conegut com a comsat) és un satèl·lit artificial estacionat en l'espai amb el propòsit de servir a telecomunicacions utilitzant freqüències de ràdio i microones. Molts d'ells estan en òrbites geosincronitzades o geoestacionàries, tot i que alguns sistemes recents utilitzen òrbites més baixes. Un satèl·lit de baixa òrbita (LEO en anglès) és un satèl·lit en què el semieix major de la seva òrbita és menor que el d'una òrbita geoestacionària.

### Telèfons de tons
Tot i que avui en dia es recorden com un fet del passat, els primers telèfons funcionaven sense disc i amb botons. Aquests telèfons no només estalviaven el "desgast dels dits" al girar el disc, sinó que també van donar pas a una nova generació de serveis de telefonia, com el correu de veu i aplicacions per a centres de trucades (call centres).

### Unix, C i C++
El 1969, els Laboratoris Bell -mitjançant el científic Ken Thompson- va crear el sistema operatiu Unix, avui en dia supervivent en els ambients corporatius, que va fer possible les xarxes i els centres de dades a gran escala, incloent Internet.
Quan es parla d'UNIX es refereix a un sistema operatiu, és a dir, una col·lecció de programes que executen altres programes en una computadora. El sistema proveeix una sèrie d'eines, cada una realitzant una funció limitada i ben definida i un llenguatge anomenat shell que permet combinar aquestes eines per dur a terme accions més complexes.

#### La filosofia UNIX
La filosofia UNIX són una sèrie de normes culturals i d'apropaments filosòfics creats per desenvolupar un software petit però eficaç basant-se en les experiències dels desenvolupadors líders darrere d'UNIX. Fa èmfasi a construir un codi que sigui curt, simple, modular, clar i extensible, que pugui ser mantingut i reutilitzat amb altres propòsits desenvolupadors que no siguin els creadors originals.

#### UNIX en l'actualitat
Actualment, UNIX és una part del Mac OS X, concretament és allò que s'executa en la majoria dels servidors que permeten a l'usuari a accedir a un web. També es troba dins de milions de telèfons.
Tot i que només els sistemes totalment compatibles que es troben certificats per la especificació única d'UNIX es poden anomenar amb aquest mateix nom, altres reben la denominació "UNIX Like", és a dir, semblant a UNIX. Per exemple, el OS X d'Apple està basat en UNIX i certificat de tal manera, mentre que Linux, una classe dins d'aquest sistema operatiu, és la versió més popular de sistemes no certificats.
La gent que va inventar UNIX no va voler ensenyar a utilitzar els ordinadors de la manera que s'entenen avui en dia. La seva finalitat era educar a professionals per operar equips industrials i costosos. Gràcies a UNIX ha estat més senzill pels especialistes parlar de computació.

#### Llenguatge C
Impulsat per nous requeriments d'Unix, l'investigador Dennis Ritchie va crear el 1973 el llenguatge C, que per l'època oferia una combinació sense precedents d'eficiència i versatilitat a la programació de software.
C és un llenguatge de programació que ofereix economia sintàctica, control de flux i estructures senzilles i un bon conjunt d'operadors. Es considera un llenguatge de nivell mitjà i no està especialitzat en cap tipus d'aplicació en concret. Aquest fet el converteix en un llenguatge potent, amb un camp d'aplicació il·limitat i, sobretot, que es pot aprendre amb facilitat. D'aquesta manera, en poc temps un programador pot utilitzar la totalitat del llenguatge.
Aquest llenguatge està estretament lligat amb el sistema operatiu UNIX, ja que van ser desenvolupats conjuntaent. No obstant això, aquest llenguatge no està lligat a un sistema operatiu o màquina concreta. S'anomena llenguatge de programació de sistemes a causa de la seva utilitat per escriure compiladors i sistemes operatius, tot i que de la mateixa manera es pot desenvolupar qualsevol tipus d'aplicació.

#### Llenguatge C++
Deu anys després de la creació del llenguatge C, un altre científic dels Laboratoris Bell, Bjarne Stroustrup, va crear C++, un llenguatge que malgrat els avanços de la programació, es manté vigent.
Quan es parla de llenguatge C++ es fa referència a un llenguatge informàtic imperatiu amb característiques d'orientació a objectes, però que manté la compatibilitat històrica amb el llenguatge C. La filosofia del C i del C++ són oposades: mentre que el primer llenguatge assumeix que el programador és expert i no li exigeix cap metodologia de programació, el segon exigeix molta meticulositat per part del programador i parteix de la idea que el compilador ha de fer totes les comprovacions possibles. La programació C++ exigeix l'ús d'una metodologia molt rígida en la programació, basada en l'encapsulació, l'ocultació i el fort tipatge (tres conceptes inexistents en l'altre llenguatge) i es caracteritza per ser un sistema de programació de molt alt nivell.

### Processador de senyals digitals (DSP)
El 1979, el mateix laboratori va dur a terme una revolució, la dels continguts multimèdia. Aquest any es va crear el primer processador de senyals digitals, The Mac 4 Microprocessor.
Un DSP és un microprocessador específic pel tractament de senyals. Aquesta especialització és necessària a l'hora de processar els senyals de qualsevol classe en temps real. La majoria de sistemes de vídeo, àudio i transmissió de dades digitals que s'utilitzen avui en dia encara requereixen algoritmes d'una elevada complexitat matemàtica. Els DSP aporten la solució, ja que permeten realitzar operacions matemàtiques complexes en un sol cicle del rellotge.

#### Diferència entre un DSP i un microprocessador convencional
La principal diferència és que el DSP és molt ràpid per una classe d'operacions concretes, ja que té instruccions especials per a elles i les pot realitzar de forma paral·lela. Tot i que la seva velocitat de processament és menor que la d'un processador convencional, per les operacions que ha de realitzar és suficient. A més, els DSP estan dissenyats per sistemes autònoms; per exemple, els telèfons mòbils i les càmeres de fotografiar digitals. En aquest tipus d'aplicacions, el preu, el consum, la mida i l'ocupació de memòria són factors bàsics a l'hora de la comercialització, per tant, no es pot col·locar un powerPC, per exemple, en un telèfon mòbil, ja que el seu preu es dispararia, el consum seria molt elevat i les dimensions del telèfon serien molt grans.
Aquests 10 invents són els que els propis Laboratoris Bell consideren com els principals avanços, però durant la seva trajectòria han acomulat molts més èxits científics i tecnològics, com la radiació còsmica del microones, el circuit semiconductor d'imatges (CCD), els primers sistemes de fibra òptica, el processador de 32 bits... entre d'altres.

## Actualitat[Quan?]
En els últims anys, la propietària dels laboratoris Alcatel-Lucent ha decidit donar un impuls renovat als laboratoris. Ara, la investigació està més centrada en el negoci de la companyia i les telecomunicacions, tot i que aquest sempre ha estat el seu camp principal d'experimentació. Entre els treballs que actualment tenen lloc als Laboratoris Bell hi ha la vectorització del coure, orientada a incrementar la velocitat de transmissió de dades per aprofitar el cablejat existent en moltes parts del món.
El treball de software per millorar la capacitat de les xarxes, tant de fibra com de coure i sense fil, és una altra de les àrees d'investigació. El software-defined networking (SDN) està enfocat a balancejar les càrregues de tràfic de la manera més eficaç possible. Consisteix en el fet que la pròpia xarxa analitzi el comportament dels usuaris a fi de conèixer les seves necessitats i cobrir-les de la forma més equilibrada.